# Автошлях E014
Європейський маршрут E014 — це європейський автомобільний маршрут категорії Б, що проходить у Казахстані та з'єднує міста Ушарал і Достик.

## Маршрут
- Казахстан
  - E40 Ушарал
  - Достик